# Halimocnemis
Halimocnemis é um género botânico pertencente à família Amaranthaceae.

## Espécies
- Halimocnemis aequipila
- Halimocnemis beresinii
- Halimocnemis brachiata
- Halimocnemis crassifolia
- Halimocnemis fragilis
- Halimocnemis gamocarpa
- Halimocnemis glaberrima
- Halimocnemis hispida
- Halimocnemis hispida var. divaricata
- Halimocnemis juniperina
- Halimocnemis karelinii
- Halimocnemis lasiantha
- Halimocnemis latifolia
- Halimocnemis longifolia
- Halimocnemis macrantha
- Halimocnemis macranthera
- Halimocnemis mironovii
- Halimocnemis molissima
- Halimocnemis monandra
- Halimocnemis obtusifolia
- Halimocnemis occidentalis
- Halimocnemis occulta
- Halimocnemis oppositifolia
- Halimocnemis pilifera
- Halimocnemis sclerosperma
- Halimocnemis sibirica
- Halimocnemis smirnowii
- Halimocnemis squarrosa
- Halimocnemis sulphurea
- Halimocnemis tomentosa
- Halimocnemis tomentosa var. glabrescens
- Halimocnemis triandra
- Halimocnemis villosa
- Halimocnemis volvox